# 大分農業文化公園インターチェンジ

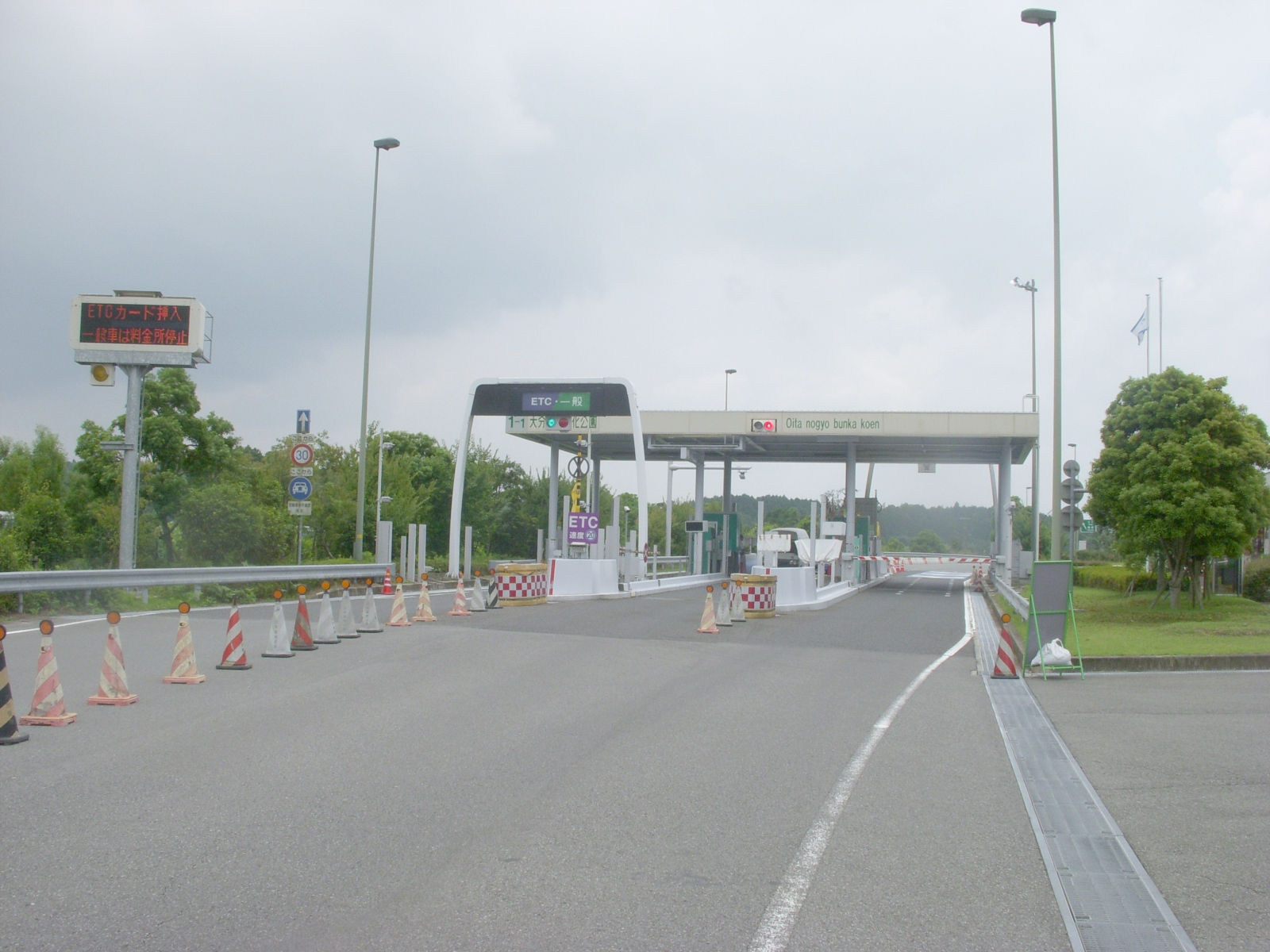
IC番号変更前

大分農業文化公園インターチェンジ（おおいたのうぎょうぶんかこうえんインターチェンジ）は、大分県宇佐市安心院町大見尾にある東九州自動車道（宇佐別府道路〈東九州自動車道に並行する一般国道10号の自動車専用道路〉）のインターチェンジである。
るるパーク（大分農業文化公園）と隣接している。

## 歴史
- 2001年（平成13年）2月18日：供用開始。
- 2014年（平成26年）9月17日：IC番号が速見IC起点の「1-1」から苅田北九州空港IC起点の「12」に変更され、枝番が解消される。
- 2018年（平成30年）8月5日:大分自動車道速見支線と大分自動車道本線（速見IC - 日出JCT - 大分米良IC）の道路名が東九州自動車道に変更される。IC番号が「9-3」に変更され、再び枝番となる。

## 周辺
- るるパーク（大分農業文化公園）

## 接続する道路
- 直接接続
  - 大分県道42号山香院内線
- 間接接続
  - 大分県道627号久木野尾山浦線

## 料金所
- ブース数：3

### 入口
- ブース数：1
  - ETC/一般：1

### 出口
- ブース数：2
  - ETC専用：1
  - 一般：1

## 隣
E10 東九州自動車道（宇佐別府道路）
(9-2) 安心院IC - (9-3) 大分農業文化公園IC - (9-4) 速見IC

## 備考
- 2001年の開通以来、当インターチェンジが「日本で一番長い名前のインターチェンジ名」（8文字）とされてきたが、2020年3月の三遠南信自動車道・飯田上久堅・喬木富田インターチェンジ（10文字）の開業により、日本一の座を明け渡した（「スマート」まで数えた場合、東名高速道路の大井川焼津藤枝スマートインターチェンジ（11文字）が最長となる）[1]。